# Привиди в Коннектикуті
Привиди в Коннектикуті (англ. The Haunting in Connecticut) — канадсько-американський фільм жахів Пітера Корнвелла. У титрах до фільму зазначено, що фільм базується на реальних подіях — історії родини Рідів, що у 80-х придбали будинок із демонічною активністю. Зйомки проходили в канадській провінції Манітоба.Фільм було вперше показано в США 27 березня 2009 року.

## Сюжет
Події фільму відбуваються в 1987 році. Головний герой — хлопець Метью Кемпбелл, якого лікують від раку в клініці Коннектикуту. Його мати Сара, аби покращити життя синові, купує недорогий будинок, що розташований неподалік від лікарні. Родина оселяється в будинку, Метью обирає для себе підвал, у якому розташовані двері, які родина не може відкрити. Незабаром Метью починають ввижатися дивні речі. Сара знаходить в одній із кімнат фотографії померлих людей. Однієї ночі Метью проходить через закриті двері й бачить там трупи. Родина дізнається, що в будинку був розташований морг. Деякі люди проводили там обряди, що дозволяли їм спілкуватися з померлими. При цьому фотографії фіксували, як з них виходила ектоплазма. Серед тих людей був хлопець-медіум Джона, який являється Метью у видіннях.
Метью запрошує до будинку преподобного Попеску, що знаходить у печі підвалу останки Джони. Коли преподобний від'їжджає з їхнього подвір'я, здогадується, що Джона стримував душі померлих, що не змогли піти на той світ і лишилися в будинку. Дух Джони виривається і прямує до будинку. Там він вселяється в Метью. Хлопець розтрощує стіни, за якими сховані десятки трупів. Він спалює будинок.
Епілог фільму свідчить, що після цих подій Метью повністю вилікувався від раку.

## У головних ролях

Один із плакатів к/ф

- Вірджинія Медсен — Сара Кемпбелл
- Кайл Галлнер — Метью Кемпбелл
- Еліас Котеас — преподобний Попеску
- Аманда Крю — Венді
- Мартін Донован — Пітер Кемпбелл (чоловік Сари)
- Софі Найт — Мері
- Ті Вудс — Біллі Кемпбелл
- Ерік Берг — Джона

## Саундтрек

### Композиції
| #   | Назва                                                                                  | Тривалість |
| --- | -------------------------------------------------------------------------------------- | ---------- |
| 1.  | «Не бійся ніякого зла - Fear No Evil»                                                  | 1:45       |
| 2.  | «Бальзамування - Spin the Gurney/Embalming Room»                                       | 1:10       |
| 3.  | «Відкриті двері - The Open Door»                                                       | 1:10       |
| 4.  | «Зірки, що помирають - Dying Stars»                                                    | 1:03       |
| 5.  | «Молитва про невинного (Псалм 23) - Prayer for the Innocent (Psalm 23)»                | 2:38       |
| 6.  | «Руйнування трупів - Destroying the Corpses»                                           | 3:36       |
| 7.  | «Стіни - The Walls»                                                                    | 2:34       |
| 8.  | «Погані новини - Bad News»                                                             | 0:57       |
| 9.  | «Душ - The Shower»                                                                     | 0:26       |
| 10. | «Спи в темряві! - Sleep in the Dark!»                                                  | 0:56       |
| 11. | «Спальні - Bedrooms»                                                                   | 0:59       |
| 12. | «Загибель Джони - The Death of Jonah»                                                  | 2:04       |
| 13. | «Гел і руки Господа - All in God's Hands»                                              | 1:40       |
| 14. | «Фінальне місто спочинку - Final Resting Place»                                        | 3:31       |
| 15. | «Привиди в Коннектикуті: фінальні титри - The Haunting in Connecticut: Closing Titles» | 5:35       |
| 16. | «Фінальні зображення - Final Images»                                                   | 1:55       |
| 17. | «Рішення - Resolution»                                                                 | 2:09       |
| 18. | «Нагляд за речами - Seeing Things»                                                     | 1:37       |
| 19. | «Пошук кімнати - Room Search»                                                          | 1:53       |
| 20. | «Повертаючи назад - Turning Back»                                                      | 1:17       |
| 21. | «Не те, що я мав на увазі - Not What I Meant»                                          | 1:44       |
| 22. | «Дослідження - Research»                                                               | 2:41       |
| 23. | «Привиди в Коннектикуті: головна назва - The Haunting in Connecticut: MainTitle»       | 2:51       |
| 24. | «У пошуках Джони - Searching for Jonah»                                                | 2:07       |
| 25. | «Електричний феномен - Electrical Phenomenon»                                          | 0:42       |
| 26. | «Це лікування - It's the Medicine»                                                     | 0:41       |
| 27. | «Сеанс - The Seance»                                                                   | 1:55       |
| 28. | «Метт упізнає Джону - Matt Recognizes Jonah»                                           | 1:53       |
| 29. | «Сімейний розрив - Family Breakdown»                                                   | 1:48       |
| 30. | «Хованки - Hide and Seek»                                                              | 0:37       |
| 31. | «Більше поганих снів - More Bad Dreams»                                                | 0:23       |
| 32. | «Джона намагається піти - Jonah Tries to Leave»                                        | 2:12       |

## Кінокритика
На сайті Rotten Tomatoes рейтинг кінофільму, що базується на 17-ти схвальних відгуках і 83-х несхвальних, становить 17 %. На сайті Metacritic оцінка фільму становить 33. Кінокритик Роджер Іберт поставив фільмові 2 зірки з чотирьох.